# Tavşanlı, Altınova
Tavşanlı là một thị trấn thuộc huyện Altınova, tỉnh Yalova, Thổ Nhĩ Kỳ. Dân số thời điểm năm 2010 là 2.586 người.